# Willem J. Ouweneel

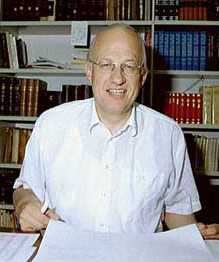
Willem Ouweneel

Willem Johannes Ouweneel (* 2. Juni 1944 in Zaandam) ist ein niederländischer Biologe, Philosoph und Theologe. Er ist Autor zahlreicher populärwissenschaftlicher Bücher, die teilweise auch ins Deutsche übersetzt wurden.

## Akademische Laufbahn
Ouweneel studierte von 1962 bis 1967 an der Universität Utrecht Biologie und promovierte 1970 mit einer Arbeit über die Drosophila. Von 1966 bis 1968 war er als Biologielehrer in Apeldoorn, von 1968 bis 1976 als Wissenschaftlicher Mitarbeiter am Hubrecht-Laboratorium (International Institute of Embryology) in Utrecht tätig. 1977 gründete er mit einigen anderen christlichen Wissenschaftlern die Evangelische Hogeschool in Amersfoort, an der er bis zu seiner Emeritierung 2009 Philosophie, Psychologie, Apologetik, Ethik, Kulturgeschichte, Theologie und Bibelwissenschaft lehrte. 1986 promovierte er an der Vrije Universiteit Amsterdam in Philosophie. Von 1988 bis 2009 unterrichtete er an der Evangelische Theologische Academie in Zwijndrecht (Niederlande) Dogmatik und Prolegomena der Theologie. Von 1990 bis 1997 hatte er eine außerordentliche Professur für Wissenschaftstheorie an der Universiteit vir Christelike Hoër Onderwys in Potchefstroom (Südafrika) inne, von 1991 bis 1994 eine Dozentur für Ethik an der Evangelische School voor Theologie in Amersfoort, von 1996 bis 2001 eine Professur für Philosophie, Theologie und Psychologie an der Staatsunabhängigen Theologischen Hochschule Basel. 1993 promovierte er an der Universiteit van die Oranje-Vrystaat in Bloemfontein (Südafrika) in Theologie. Seit 1996 ist er Professor für Philosophie und Dogmatik an der Evangelische Theologische Faculteit in Löwen (Belgien).

## Gemeindliche Aktivitäten
Ouweneel ist seit 1976 international im Predigtdienst der Brüderbewegung aktiv. Ursprünglich deren „geschlossenem“ Flügel angehörend, wandte er sich ab Anfang der 1990er Jahre einem eher „offenen“ Standpunkt zu. Seit Ende der 1990er Jahre hat er auch charismatische Inhalte aufgenommen. Umstritten ist seine positive Bewertung des charismatischen Heilers T. B. Joshua aus Nigeria, die er nach massiver öffentlicher Kritik teilweise wieder revidierte. In Bezug auf die Naturwissenschaften nimmt er einen gemäßigt kreationistischen Standpunkt ein.
Der Inhalt seiner Bücher erstreckt sich auf viele Fachgebiete. So geht auch das ursprüngliche Manuskript für das verbreitete Buch So entstand die Bibel auf ihn zurück (Ouweneel selbst führt dieses Buch in der Liste seiner Veröffentlichungen an). Mehrere Abschnitte daraus werden im Buch Christliche Bücher kritisch lesen als mangelhaft kritisiert.

## Betätigung in den Medien
Von 1975 bis 2014 war Ouweneel freier Mitarbeiter der christlichen Rundfunkgesellschaft Evangelische Omroep (EO), für die er zahlreiche Radio- und Fernsehsendungen zu theologischen, seelsorgerlichen, kirchengeschichtlichen, musikalischen und aktuellen Themen gestaltete. Zuletzt war er mit einer wöchentlichen Kolumne (De Verbazing van Willem Ouweneel) in der Sendung EO.nl op zaterdag zu hören, die jeden Samstag auf der landesweiten Rundfunkwelle NPO Radio 5 ausgestrahlt wurde.

## Schriften

### Dissertationen
- Genetics, Morphology, and Development of Homoeotic Wing Tissue in the Eye of Drosophila melanogaster (Utrecht 1970)
- Christelijke transcendentaal-antropologie: Een sympathetisch-kritische studie van de wijsgerige antropologie van Herman Dooyeweerd (Amsterdam 1986)
- A Critical Analysis of the External and Internal Prolegomena of Systematic Theology (Bloemfontein 1993)

### Deutschsprachige Veröffentlichungen (Auswahl)
- Gedanken zum Schöpfungsbericht in 1. Mose 1. Ernst-Paulus-Verlag, Neustadt an der Weinstraße 1974.
- Das Lied der Lieder. Studien über das Hohelied Salomos. Heijkoop, Schwelm 1976.
- Die Zukunft der Stadt des großen Königs. Ernst-Paulus-Verlag, Neustadt an der Weinstraße 1977.
- Der Untergang des christlichen Abendlandes. Philosophische Strömungen und Kulturepochen – eine Analyse. Schulte & Gerth, Wetzlar 1978.
- So entstand die Bibel. Hänssler, Neuhausen-Stuttgart 1979.
- Glaube und Werke. Eine Auslegung des Jakobusbriefes. Heijkoop, Schwelm 1981.
- Christus unser Leben. Die Briefe an die Philipper und Kolosser. Heijkoop, Schwelm 1984.
- Evolution in der Zeitenwende. Biologie und Evolutionslehre – Die Folgen des Evolutionismus. Hänssler, Neuhausen-Stuttgart 1984.
- Herz und Seele. Gibt es eine christliche Psychologie? CLV, Bielefeld 1991.
- Psychologie. Ein bibelorientiert-wissenschaftlicher Entwurf. CLV, Bielefeld 1993.
- Ende gut – alle(s) gut? Gibt es eine Allversöhnung? CLV, Bielefeld 1993.
- (mit Henk P. Medema:) Trennung, Scheidung, Wiederheirat. Rat und Hilfe in notvollen Situationen. Christliche Verlagsgesellschaft, Dillenburg 1993, ²2002.
- Der Brief an die Hebräer. Wir sehen Jesus. CLV, Bielefeld 1994.
- Die Offenbarung Jesu Christi. Bibelstudien über das Buch der Offenbarung. CLV, Bielefeld 1995.
- Mit Sehnsucht habe ich mich gesehnt ... Das Abendmahl. CLV, Bielefeld 1995.
- Der Brief an die Galater. CLV, Bielefeld 1998.
- Heilt die Kranken! Über die biblische Lehre von Krankheit, Heilung und Befreiung. Asaph, Lüdenscheid 2005.